# Nagol
Nagol (antiguamente Nagual) es un núcleo de población del Principado de Andorra situado en la parroquia de Sant Julián de Loria. En el año 2009 tenía 57 habitantes.

## Patrimonio
- Iglesia de San Sernín.